# Argyra vestita
Argyra vestita är en tvåvingeart som först beskrevs av Christian Rudolph Wilhelm Wiedemann 1817.  Argyra vestita ingår i släktet Argyra och familjen styltflugor. Arten är reproducerande i Sverige. Inga underarter finns listade i Catalogue of Life.